# اچ‌ام‌اس گرافتن (۱۷۷۱)
اچ‌ام‌اس گرافتن (۱۷۷۱) (به انگلیسی: HMS Grafton (1771)) یک کشتی بود که طول آن ۱۶۸ فوت (۵۱ متر) بود. این کشتی در سال ۱۷۷۱ ساخته شد.